# Gouvernement Charles de Freycinet (1)
Troisième République
Gouvernement William Henry Waddington Gouvernement Jules Ferry I
Le premier gouvernement Charles de Freycinet est le gouvernement de la Troisième République en France du 28 décembre 1879 au 19 septembre 1880.
Toujours dans l'idée d'écarter Léon Gambetta, Jules Grévy demande à Freycinet de constituer le nouveau gouvernement. La constitution marque un glissement vers la gauche par rapport au gouvernement précédent avec l'entrée de membres de l'Union républicaine et une influence secrète de Gambetta.

## Composition

### Ministres
| Fonction | Fonction                           | Image | Nom                  | Parti politique     |
| -------- | ---------------------------------- | ----- | -------------------- | ------------------- |
|          | Président du Conseil des ministres |       | Charles de Freycinet | Gauche républicaine |

| Fonction | Fonction                                           | Image | Nom                                                   | Parti politique     |
| -------- | -------------------------------------------------- | ----- | ----------------------------------------------------- | ------------------- |
|          | Ministre des Affaires étrangères                   |       | Charles de Freycinet                                  | Gauche républicaine |
|          | Ministre de la Justice                             |       | Jules Cazot                                           | Union républicaine  |
|          | Ministre de l'Intérieur et des Cultes              |       | Charles Lepère (du 28 décembre 1879 au 17 mai 1880)   | Union républicaine  |
|          | Ministre de l'Intérieur et des Cultes              |       | Ernest Constans (du 17 mai 1880 au 19 septembre 1880) | Gauche républicaine |
|          | Ministre de la Guerre                              |       | Jean-Joseph Farre                                     |                     |
|          | Ministre de la Marine et des Colonies              |       | Jean Bernardin Jauréguiberry                          | Centre gauche       |
|          | Ministre de l'Instruction publique, des Beaux-arts |       | Jules Ferry                                           | Gauche républicaine |
|          | Ministre des Finances                              |       | Joseph Magnin                                         | Gauche républicaine |
|          | Ministre des Travaux publics                       |       | Henri Varroy                                          | Gauche républicaine |
|          | Ministre de l'Agriculture et du Commerce           |       | Pierre Tirard                                         | Union républicaine  |
|          | Ministre des Postes et Télégraphes                 |       | Adolphe Cochery                                       | Gauche républicaine |

### Nominations du 29 décembre 1879
| Fonction | Fonction                                                          | Image | Nom                                                   | Parti politique     |
| -------- | ----------------------------------------------------------------- | ----- | ----------------------------------------------------- | ------------------- |
|          | Sous-secrétaire d'État à l'Instruction publique et aux Beaux-Arts |       | Edmond Turquet                                        | Gauche républicaine |
|          | Sous-secrétaire d'État à la Justice                               |       | Félix Martin-Feuillée                                 | Union républicaine  |
|          | Sous-secrétaire d'État à l'Intérieur et aux Cultes                |       | Ernest Constans(du 29 décembre 1879 au 17 mai 1880)   | Gauche républicaine |
|          | Sous-secrétaire d'État à l'Intérieur et aux Cultes                |       | Armand Fallières(du 17 mai 1880 au 19 septembre 1880) | Gauche républicaine |
|          | Sous-secrétaire d'État aux Travaux publics                        |       | Sadi Carnot                                           | Gauche républicaine |
|          | Sous-secrétaire d'État aux Finances                               |       | Daniel Wilson                                         | Gauche républicaine |
|          | Sous-secrétaire d'État à l'Agriculture et au Commerce             |       | Cyprien Girerd                                        | Gauche républicaine |

## Bilan
Freycinet met en œuvre l'amnistie des communards engagée par le précédent gouvernement. Mais les discussions les plus importantes portent sur la politique scolaire. La Compagnie de Jésus est dissoute et les jésuites expulsés. Cependant, plus prudent en matière de politique anticléricale, il se heurte à l'intransigeance de ses propres ministres Constans, Cazot et Farre qui donnent leur démission (18 septembre).

## Fin du gouvernement et passation des pouvoirs
Le 19 septembre 1880, Charles de Freycinet, constatant le désaccord de quelques-uns de ses ministres sur la politique cléricale, remet la démission du gouvernement au président de la République, Jules Grévy.
Le 23 septembre 1880, Jules Grévy nomme Jules Ferry à la présidence du Conseil des ministres.